# WEW (Radiostation)
WEW ist eine US-Radiostation in St. Louis, Missouri. Die Station sendet ein sogenanntes Ethnic-Programm mit Sendungen auf Bosnisch, am Wochenende in Deutsch, Italienisch, Polnisch und Spanisch. Die Station darf nur tagsüber senden, da die Sendefrequenz auch von der Clear-Channel Station WABC aus New York City belegt ist. Die Studios befinden sich in der Hampton Avenue in St. Louis, während die Sender in Caseyville stehen. 

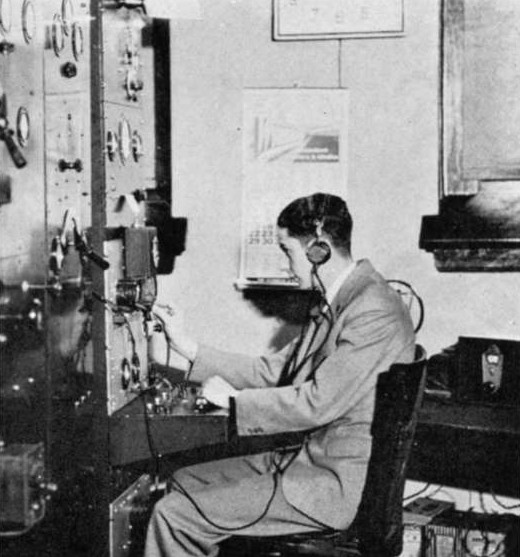
Der WEW-Ingenieur Gordon Sermann an den Sendeeinrichtungen, 1933

WEW ist die älteste Radiostation westlich des Mississippi und die zweitälteste Station der USA. Sie wurde offiziell im April 1921 lizenziert, nur wenige Wochen nach KDKA Pittsburgh. WEW wurde von der St. Louis University ins Leben gerufen und bis 1961 betrieben. Seitdem hat sie mehrmals den Besitzer gewechselt und gehört derzeit Birach Broadcasting.